# 羅曼·波蘭斯基
羅曼·波蘭斯基（法語：Roman Polanski；1933年8月18日—），法國及波蘭猶太裔導演、編劇和演員，出生於法國巴黎，3歲時隨家人移居波蘭克拉科夫，曾經囚禁於納粹集中營，後來順利逃脫。第二次世界大戰結束後，羅曼·波蘭斯基返回克拉科夫市，其後就讀羅茲國立電影學院，1961年離開波蘭，1976年成為法國公民。
羅曼·波蘭斯基代表作有《水中之刃》（1962年）、《反撥》（1965年）、《死結》（1966年）、《森林復活記》（1971年）、《唐人街》（1974年）、《鑰匙孔的愛》（1992年），並以《戰地琴人》贏得2002年的康城影展金棕櫚獎及奧斯卡最佳導演獎。2010年，羅曼·波蘭斯基憑《影子滅殺令》獲得柏林影展最佳導演銀熊獎和欧洲电影奖最佳导演獎。
羅曼·波蘭斯基曾在波蘭、英國、法國與美國製作電影，被認為是為數不多「真正的國際電影製片人」。波蘭斯基的電影啟發許多導演，其中包括科恩兄弟、韦斯·安德森、大卫·芬奇、艾騰·伊格言、戴倫·艾洛諾夫斯基、朴贊郁、阿貝爾·費拉拉與韦斯·克拉文。
1977年，43歲的波蘭斯基在美国加利福尼亚州洛杉磯藉由灌酒、下藥，性侵一名13歲少女。波蘭斯基被捕後與美國檢方達成認罪協商，然而1978年2月1日，法院判決前夕，他潛逃至歐洲，從此遭到美國政府通緝，至今不敢再踏上美國國土。波蘭斯基另外還面臨多起性侵指控，但都因法律追訴期已過未面臨司法訴訟。
2018年5月3日，美國電影藝術與科學學會宣布開除他。

## 生涯

### 早期
1933年8月18日，羅曼·波蘭斯基出生在巴黎，雙親是布拉與理夏德·波蘭斯基，父親是畫家及雕塑製造商。波蘭斯基的父親是猶太人，而母親於俄羅斯出生，曾經信奉羅馬天主教，有一半猶太人血統。波蘭斯基的父母都是不可知論者。波蘭斯基受到波蘭人民共和國的教育影響，並曾表示「我是一個無神論者」。

### 第二次世界大戰
羅曼·波蘭斯基於1936年全家搬回波蘭克拉科夫 ，當第二次世界大戰爆發，德國入侵波蘭後，克拉科夫很快就被德國軍隊佔領，納粹黨迫使他們遷入克拉科夫猶太人區。大約五歲時，他只有就讀小學幾個星期，直到「所有猶太孩子突然被退學」。他被退學後，在未來六年中不被允許進入另一間學校:18。
羅曼·波蘭斯基父親及成千上萬的猶太人被送到奧地利茅特豪森－古森集中營，而母親則被送往奧斯威辛集中營，抵達後不久即死亡。波蘭斯基當時躲起來，看到他的父親正在隊伍中。他的父親看見他，就怕兒子被德國士兵發現，驅趕他離開。波蘭斯基於1943年逃出克拉科夫猶太人區，受到一些波蘭天主教家庭幫助。羅曼·波蘭斯基出席教會活動，學會真心向天主教祈禱，雖然他從來沒有受洗。
1945年戰爭結束的時候，波蘭有五分之一的人口喪生，受害者絕大多數是平民，包含90％的猶太人。戰爭結束後，羅曼·波蘭斯基與父親團聚，並搬回克拉科夫。1946年12月21日，羅曼·波蘭斯基父親再婚，並於1984年死於癌症。

### 導演
羅曼·波蘭斯基在1962年共產主義統治的波蘭拍摄的第一部劇情長片《水中之刃》，也是第二次世界大戰之後的第一部沒有戰爭題材的重要波蘭電影。波蘭斯基、傑齊·史柯里莫斯基與Jakub Goldberg共同完成《水中之刃》劇本，劇情關於一位神秘的旅客與一對生活富裕、但婚姻不睦的夫婦在週末划船的過程。《水中之刃》在西方獲得商業上的成功，羅曼·波蘭斯基的國際聲譽上升。羅曼·波蘭斯基還贏得第一次奧斯卡獎提名（最佳外語片獎）。
波蘭斯基之後離開共產主義統治的波蘭，移居法國。在1961年，他在法國完成兩部短片。波蘭斯基於1964年參與《完美的骗子》（Les plus belles escroqueries du monde）製作，法國電影界在20世紀60年代初比較排外，通常不願意支持具有外國血統的新晉製片人。
波蘭斯基之後在英國拍攝電影。《反撥》（1965）是一部心理恐怖片，聚焦於一位年輕的比利時女子（凱瑟琳·德納芙飾演），她與她的姐姐住在倫敦。這部電影的主題清楚地反映超現實主義電影及20世紀50年代恐怖電影對於波蘭斯基的早期影響，特別是路易斯·布努埃爾、尚·考克多、亨利-喬治·克魯佐和希區柯克拍攝的電影。
《天師捉妖》（1967）是一部吸血鬼電影。情節涉及一位教授及笨拙的助手阿爾弗雷德（由波蘭斯基飾演），他們在特蘭西瓦尼亞尋找吸血鬼。《天師捉妖》具有諷刺意味的風格、結局被認為是經典的波蘭斯基電影。
派拉蒙電影負責人羅伯特·埃文斯想要羅曼·波蘭斯基前往美國發展，他想要波蘭斯基改編艾拉·萊文恐怖小說《失嬰記》。波蘭斯基在三週內寫了272頁的電影劇本。《失嬰記》這部電影獲得票房成功，並成為他的第一部好萊塢製作電影。波蘭斯基的電影劇本改編為他贏得第二次奧斯卡獎提名。
波蘭斯基在1973年為派拉蒙電影執導《唐人街》。這部電影被廣泛認為是美國最優秀的犯罪電影之一，提名11項奧斯卡獎。主角傑克·尼科爾森和費·唐娜薇雙雙獲得奧斯卡提名，羅伯特·湯贏得奧斯卡最佳原創劇本獎。
《黛絲姑娘》（1979）是羅曼·波蘭斯基為了紀念已故妻子莎朗·蒂而拍攝。莎朗·蒂曾建議波蘭斯基閱讀托馬斯·哈代長篇小說《德伯家的苔絲》，因為她覺得它可能會是一部很好的電影。《黛絲姑娘》成為法國史上最昂貴的電影。《黛絲姑娘》廣受評論家與大眾讚賞。波蘭斯基贏得法國凱撒獎最佳影片獎與最佳導演獎，並獲得第四次奧斯卡獎提名（第二次最佳導演獎提名）。這部影片獲得三項奧斯卡獎：最佳攝影獎、最佳藝術指導獎、最佳服裝設計獎，並提名最佳電影獎。
1981年，波蘭斯基執導彼得·謝弗戲劇《阿瑪迪斯》，首先在華沙，然後在巴黎演出。波蘭斯基於1999年在米蘭執導該舞台劇。
2001年，波蘭斯基拍攝《戰地琴人》，以波蘭音樂家華迪史洛·史匹曼同名自傳為藍本。華迪史洛·史匹曼在第二次世界大戰期間為遭受迫害的猶太人，是讓人聯想到波蘭斯基和他的家人。而華迪史洛·史匹曼和波蘭斯基最終逃出納粹的迫害，但波蘭斯基剩下父親，而華迪史洛卻是除了他 全家人都喪命於毒氣。
《戰地琴人》在華沙舉行首映，引起全國轟動。根據報導，許多前共產主義者同意，這是一部夢幻般的電影。
2002年5月，《戰地琴人》在坎城電影節獲得金棕櫚獎，羅曼·波蘭斯基也獲得凱撒獎最佳電影獎與最佳導演獎、奧斯卡最佳導演獎。因為他已經在美國被通緝，所以波蘭斯基沒有出席奧斯卡頒獎典禮。在最佳導演獎得主公佈後，波蘭斯基在劇場獲得滿堂喝彩。演員哈里森·福特替羅曼·波蘭斯基接受該獎項，然後在多維爾電影節把獎項還給波蘭斯基。羅曼·波蘭斯基於2004年獲得水晶地球儀獎。
《獵殺幽靈寫手》是一部驚悚片，劇情描述英國前首相企圖出版回憶錄，於是雇用一位影子作家。《獵殺幽靈寫手》於2010年橫掃歐洲電影獎，贏得六項大獎，包括最佳電影獎、最佳導演獎、最佳男主角獎及最佳編劇獎。2010年2月，《獵殺幽靈寫手》於第60屆柏林影展首映，波蘭斯基獲得最佳導演銀熊獎，並於2011年2月獲得四項凱薩獎。
他執導最新電影是《穿裘皮的維納斯》，由艾曼紐·辛葛娜及馬修·阿馬立克主演。羅曼·波蘭斯基與大衛·艾夫斯合作完成劇本 。這部電影從2012年12月到2013年2月拍攝 ，是四十年來波蘭斯基的第一部非英語發音劇情片。《穿裘皮的維納斯》在2013年坎城電影節首映。

## 私生活
羅曼·波蘭斯基的第一任妻子是芭芭拉·拉斯（Barbara Kwiatkowska-Lass），她是波蘭演員，主演過波蘭斯基於1959年拍攝的電影《When Angels Fall》。波蘭斯基夫妻於1959年結婚，並在1961年離婚。
羅曼·波蘭斯基於拍攝《天師捉妖》期間認識見第二任妻子莎朗·蒂，1968年1月20日，他們在倫敦結婚。1969年8月9日，莎朗·蒂與其他4人在洛杉磯住所被查爾斯·曼森領導的殺人集團曼森家族（Manson family）殺害，查爾斯·曼森為首兇嫌共四人事後被逮捕判刑。波蘭斯基曾表示，他於案發當天晚上缺席是一生中最大的遺憾。在他的自傳中寫道，「莎朗的死亡是生命中唯一真正重要的分水嶺」，並認為這次謀殺改變他的性格。在他的自傳中，羅曼·波蘭斯基描述他與莎朗·蒂的短暫生活是一生最好的時光。
1976年，羅曼·波蘭斯基與娜塔莎·金斯基成為情侶。當時她是18歲，波蘭斯基則是43歲，他們的關係在電影拍攝完成結束。在1982年，娜塔莎·金斯基接受大衛·萊特曼訪問時描述他們之間的關係，聲稱波蘭斯基性侵案「荒謬」，他在法國是「美國的損失」。
1989年，羅曼·波蘭斯基與法國女演員艾曼紐·辛葛娜結婚，並育有兩個孩子。

## 性暴力
1977年3月11日，波蘭斯基在洛杉磯被捕，他被控拍攝法國雜誌《時尚》照片時性侵13歲少女薩曼莎·蓋梅爾（Samantha Geimer）。波蘭斯基被指控六項罪名，包括強姦。他於法庭中不承認所有指控。
薩曼莎的律師接下來安排一次認罪協商，五項罪名將被撤銷，而波蘭斯基也接受提議。因為波蘭斯基在最終宣判前逃離美國，所以指控並沒有被撤銷。
根據認罪協商的結果，波蘭斯基承認「與未成年人非法性交」，而被勒令接受奇諾州立監獄精神鑑定。他在監獄中服刑42天後認為將被判處緩刑，但是法官之後決定追加刑期，甚至可能將他驅逐出境。羅曼·波蘭斯基得知法官的計畫後，於是在1978年2月1日逃往法國。此後羅曼·波蘭斯基一直生活在法國。
2009年，罗曼·波兰斯基獲蘇黎世電影節頒發終身成就獎，9月26日前往瑞士領獎時被瑞士警方根據美國引渡令關押，涉及31年前猥亵13岁少女案。2009年11月27日，瑞士司法單位同意以450萬美元准予波蘭斯基保釋出獄，但交保出獄後還必須帶上電子腳鐐，其行蹤須受到監控。
2010年1月22日，加州法院裁定波蘭斯基必須回到美國受審，而波蘭斯基提出上訴。
2010年4月22日，加州上訴法院駁回上訴，波蘭斯基被要求回美國受審。
2010年5月2日，波蘭斯基首次就美國政府的拘捕令發表聲明，指過去30多年一直得不到公平審訊，稱自己並非要求特權，只希望得到普通人應有的對待。他稱自己逃離美國前在洛杉磯監獄服刑已等同其承認罪行的全部刑期，並怒斥洛杉磯檢察官史提夫·高利（Steve Cooley）為了爭取選票，所以堅持送他返回美國服刑「做一場給傳媒和選民看的戲」。
2010年7月12日，瑞士司法部部長伊夫琳·威德默-施倫普夫發表聲明正式拒絕美國的引渡要求，將解除對波蘭斯基八個月的軟禁，聲明指找不到充分的司法理由來支持美國的要求，並謂司法部的決定基於國家利益，所有限制波蘭斯基人身自由的措施會撤銷。
2018年5月3日，美国电影艺术与科学学院决定褫夺波兰斯基会员资格。

## 影视作品
| 年份   | 片名                                                  | 备注                                                                                              |
| ------ | ----------------------------------------------------- | ------------------------------------------------------------------------------------------------- |
| 1962年 | 《水中之刃》（Knife in the Water）                    | 提名—奧斯卡最佳外語片獎                                                                           |
| 1965年 | 《反撥/冷血驚魂》（Repulsion）                        |                                                                                                   |
| 1966年 | 《荒島驚魂/死結》（Cul-de-sac）                       | 柏林影展金熊獎                                                                                    |
| 1967年 | 《天師捉妖》（The Fearless Vampire Killers）          |                                                                                                   |
| 1968年 | 《魔鬼怪嬰》（Rosemary's Baby）                       | 提名—奧斯卡最佳改編劇本 提名—金球獎最佳劇本                                                       |
| 1971年 | 《森林復活記/浴血金鑾殿》（The Tragedy of Macbeth）   |                                                                                                   |
| 1972年 | 《甚麼？/禁夢日記》（What）                           |                                                                                                   |
| 1974年 | 《唐人街》（Chinatown）                               | 金球獎最佳導演 金球獎最佳戲劇類影片 英國電影學院獎最佳導演 提名—奧斯卡最佳導演                    |
| 1976年 | 《怪房客》（The Tenant）                              |                                                                                                   |
| 1979年 | 《黛絲姑娘》（Tess）                                  | 提名—奧斯卡最佳導演 提名—金球獎最佳導演 凱撒電影獎最佳影片 凯撒电影奖最佳导演                     |
| 1986年 | 《海盜奪金冠》（Pirates）                             |                                                                                                   |
| 1988年 | 《亡命夜巴黎》（Frantic）                             |                                                                                                   |
| 1992年 | 《鑰匙孔的愛/偷月迷情》（Bitter Moon）                |                                                                                                   |
| 1994年 | 《不道德的審判》（Death and the Maiden）              |                                                                                                   |
| 1999年 | 《魔鬼手記》（The Ninth Gate）                        |                                                                                                   |
| 2002年 | 《鋼琴戰曲》（The Pianist）                           | 坎城影展金棕櫚獎 奧斯卡最佳導演 英國電影學院獎最佳導演 英國電影學院獎最佳影片 提名—奧斯卡最佳影片 |
| 2005年 | 《孤雛淚》（Oliver Twist）                            |                                                                                                   |
| 2007年 | 《給康城的情書》中的〈三級影院〉（"Cinéma érotique"） |                                                                                                   |
| 2010年 | 《獵殺幽靈寫手》（The Ghost Writer）                  | 柏林影展最佳導演銀熊獎 凯撒电影奖最佳导演 歐洲電影獎最佳影片 歐洲電影獎最佳導演                   |
| 2011年 | 《今晚誰當家》（Carnage）                             | 威尼斯影展小金獅獎 凱撒獎最佳改編劇本 西班牙編劇協會最佳改編劇本 波蘭電影獎最佳導演               |
| 2013年 | 《穿裘皮的維納斯》（La Vénus à la fourrure）          | 凯撒电影奖最佳导演                                                                                |
| 2017年 | 《》（D'après une histoire vraie）                    |                                                                                                   |
| 2019年 | 《我控诉》（J'accuse）                                | 威尼斯影展評審團大獎 凯萨奖最佳導演獎                                                             |
| 2023年 | 《瑞士华庭》（The Palace）                            |                                                                                                   |

波蘭斯基「公寓三部曲」分別為《反撥》、《失嬰記》、《怪房客》，這三部電影的場景分別設在倫敦、紐約、巴黎）。

## 资料来源
1. ↑  All Movie Guide. . The New York Times. 2013  [2013-11-20]. （原始内容存档于2013-11-24）.
2. ↑  . The New York Times.   [2013-11-20]. （原始内容存档于2016-03-06）.
3. ↑  . europeanfilmacademy.org. European Film Academy. 2010-12-04  [2014-12-04]. （原始内容存档于2012-07-28）.
4. ↑  Freer, Ian. Movie Makers, Quercus (2009) pp. 129–131
5. ↑  Josh Levine. . ECW Press. 2000-01-01: 83  [2012-05-18]. （原始内容存档于2013-08-24）.
6. ↑  . charlierose.com.   [2013-01-07]. （原始内容存档于2013-06-22）.
7. ↑  . http://www.boston.com/.   [2013-01-07]. （原始内容存档于2013-01-18）.
8. ↑  Howell, Peter. .   [2011-12-22]. （原始内容存档于2012-01-18）.
9. ↑  Ditzian, Eric. .   [2011-12-22]. （原始内容存档于2014-04-07）.
10. ↑  Tasker, Yvonne. . London: Routledge. 2010. ISBN 0-415-55433-0.
11. ↑  Hays, Matthew. .   [2011-12-22]. （原始内容存档于2012-02-04）.
12. ↑  Craven, Wes. . Entertainment Weekly. 2009-10-26  [2011-12-22]. （原始内容存档于2014-08-22）.
13. ↑  . BBC. 2018-05-03  [2018-05-27]. （原始内容存档于2021-04-06） （英语）.
14. ↑  . Znane Pary. 2012-22-26  [2013-12-06]. （原始内容存档于2013-12-10）.
15. 1 2 3 4  Sandford, Christopher. . New York, NY: Palgrave MacMillan. 2008: 12  [2009-09-29]. ISBN 978-0-230-60778-1. （原始内容存档于2016-06-24）.
16. ↑  . Filmreference.com.   [2009-08-07]. （原始内容存档于2009-05-17）.
17. ↑  Bradshaw, Peter. . The Guardian (London). 2005-07-15  [2009-08-07]. （原始内容存档于2007-12-25）.
18. ↑  . Findarticles.com. 2005  [2009-08-07]. （原始内容存档于2012-07-12）.
19. ↑  Roman, by Polanski, page 22
20. ↑  . Archives.newyorker.com. 1994-12-05  [2013-07-16]. （原始内容存档于2019-06-12）.
21. ↑  . Adherents.com.   [2013-07-16]. （原始内容存档于2013-07-05）.
22. ↑  Hatonn, Gyeorgos C. . Phoenix Source Distributors, Inc. 1994: 128. ISBN 1569350469.
23. ↑  Cronin, Paul. . University Press of Mississippi. 2005: 17. ISBN 1578067995.
24. ↑  Roman Polański. . Morrow (ibidem). 1984: 93. ISBN 0688026214.
25. ↑  . Countrystudies.us.   [2013-07-16]. （原始内容存档于2013-08-23）.
26. ↑  Gilbert, Martin, Atlas of the Holocaust, New York: William Morrow and Company, Inc, (1993)
27. ↑  .   [2014-05-31]. （原始内容存档于2014-05-27）.
28. ↑  Cronin, Paul edited Roman Polanski Interviews University Press of Mississippi 2005 page 105
29. ↑  Ain-Krupa, Julia Roman Polanski: A Life in Exile ABC Clio Santa Barbara California 2010 page 64
30. ↑  Ain-Krupa, Julia Roman Polanski: A Life in Exile ABC Clio Publishing Santa Barbara California 2010 page 64
31. ↑  Sandford, Christopher Polanski: A Biography 2008 Palgrave McMillan page 110
32. ↑  .   [2013-09-03]. （原始内容存档于2013-09-04）.
33. 1 2  .   [2009-1]. （原始内容存档于2009-01-11）.
34. ↑  . festival-cannes.com.   [2009-10-25]. （原始内容存档于2011-08-22）.
35. ↑  "Harrison Ford Delivers Oscar To Polanski" 的存檔，存档日期2012-01-27., Associated Press, 2003-9-9
36. ↑  Booker, M. Keith Historical Dictionary of American Cinema Scarecrow Press 2011 page 285
37. ↑  "French Awards Favor Polanski " （页面存档备份，存于）, New York Times, 2011-2-27
38. ↑  . Blogs.indiewire.com.   [2013-07-16]. （原始内容存档于2013-06-05）.
39. ↑  . （原始内容存档于2013-12-21）.
40. ↑  . Cannes. 2013-04-18  [2013-04-18]. （原始内容存档于2017-02-11）.
41. ↑  互联网电影数据库（IMDb）上《羅曼·波蘭斯基》的资料（英文）
42. ↑  McIntosh, Lindsay. . London: The Times Online. 2005-07-19  [2009-08-08]. （原始内容存档于2020-12-27）.
43. ↑  Norman, Neil. . The Independent (London: Independent News & Media). 2005-09-25  [2009-10-04]. （原始内容存档于2009-07-28）.
44. ↑  Roman by Polanski, p. 324
45. ↑  Lester, Peter. . Time Magazine. 1981-04-13  [2014-06-01]. （原始内容存档于2018-10-29）.
46. ↑  .   [2009-01-25]. （原始内容存档于2009-07-04）.
47. ↑  . Youtube.com. 2009-01-26  [2013-07-16]. （原始内容存档于2020-08-23）.
48. 1 2  Waiting to come in from the cold: Marked—perhaps scarred—by three terrible events, and having spent more than 30 years in self-imposed exile, there are indications that this master film-maker may soon be free to return to the United States （页面存档备份，存于） Vanessa Thorpe, The Observer, 12-72008.
49. ↑  . Tvn24.pl.   [2011-10-24]. （原始内容存档于2012-03-08）.
50. ↑  Cieply, Michael. . The New York Times. 2009-10-11  [2014-06-01]. （原始内容存档于2021-03-09）.
51. ↑  . BBC News (BBC). 2009-09-28  [2009-10-10]. （原始内容存档于2009-10-01）.
52. ↑  Higgins, Alexander G. . New York Times. 2009-10-29  [2009-10-19].
53. ↑  "Polanski loses bid to dismiss rape case" Archive.today的存檔，存档日期2013-01-18 Associated Press,2009-12-22
54. ↑  Palmer, Brian. . Slate. 2009-09-28  [2009-10-10]. （原始内容存档于2009-10-10）.
55. ↑  Cieply, Michael. . The New York Times. 2009-10-02  [2009-10-12]. （原始内容存档于2012-01-18）.
56. ↑  Allen, Peter. . Daily Mail (London). 2009-10-01  [2009-10-11]. （原始内容存档于2011-01-27）.
57. ↑  Dyer, Clare. . The Guardian (UK). 2009-09-29  [2009-10-16]. （原始内容存档于2013-01-28）.
58. ↑  波兰斯基在瑞士被捕 （页面存档备份，存于） 鳳凰網、2009年9月27日
59. ↑  . NYDailyNews. 2009-11-27  [2009-11-28]. （原始内容存档于2009-11-30）.
60. ↑  . Right Cinema. 2009-11-27. （原始内容存档于2009-12-01）.
61. ↑  . MSNBC. 2010-01-22  [2010-04-23]. （原始内容存档于2010-01-25）.
62. ↑  . REUTERS. 2010-04-23  [2010-04-23]. （原始内容存档于2020-11-09）.
63. ↑  . 明報 (香港新浪網). 2010-05-04  [2010-05-30]. （原始内容存档于2010-05-07）.
64. ↑  Roman Polanski. .   [2010-05-30]. （原始内容存档于2021-02-25）.
65. ↑  . BBC News. 12-07-2010  [2010-07-12]. （原始内容存档于2010-07-12）.
66. ↑  . REUTERS. 12-7-2010  [2010-07-12]. （原始内容存档于2021-03-14）.
67. ↑  . BBC News. London, England. 2018-05-03  [2018-11-04]. （原始内容存档于2021-04-06）.

## 相關文獻
- Bugliosi, Vincent, with Gentry, Kurt, (1974) Helter Skelter, The Shocking Story of the Manson Murders, Arrow, London. ISBN 0-09-997500-9
- Cronin, Paul (2005) Roman Polanski: Interviews, Mississippi: University Press of Mississippi. 200p
- Farrow, Mia (1997). What Falls Away: A Memoir, New York: Bantam.
- Feeney, F.X. (text); Duncan, Paul (visual design). (2006). Roman Polanski, Koln: Taschen. ISBN 3-8228-2542-5
- Jacke, Andreas (2010): Roman Polanski—Traumatische Seelenlandschaften, Gießen: Psychosozial-Verlag. ISBN 978-3-8379-2037-6, ISBN 978-3-8379-2037-6
- Kael, Pauline, 5001 Nights At The Movies, Zenith Books, 1982. ISBN 0-09-933550-6
- King, Greg, Sharon Tate and The Manson Murders, Barricade Books, New York, 2000. ISBN 1-56980-157-6
- Leaming, Barbara. . New York: Simon & Schuster. 1981. ISBN 0-671-24985-1.
- Moldes, Diego : Roman Polanski. La fantasía del atormentado, Ediciones JC Clementine, Madrid, 2005. ISBN 84-89564-44-2. (Spanish)
- Parker, John. . London: Victor Gollancz Ltd. 1994. ISBN 0-575-05615-0.
- Polanski, Roman (1973) Roman Polanski's What? From the original screenplay, London: Lorrimer. 91p. ISBN 0-85647-033-3
- Polanski, Roman (1973) What?, New York: Third press, 91p, ISBN 0-89388-121-X
- Polanski, Roman (1975) Three film scripts: Knife in the water [original screenplay by Jerzy Skolimowski, Jakub Goldberg and Roman Polanski; translated by Boleslaw Sulik]; Repulsion [original screenplay by Roman Polanski and Gerard Brach]; Cul-de-sac [original screenplay by Roman Polanski and Gerard Brach], introduction by Boleslaw Sulik, New York: Fitzhenry and Whiteside, 275p, ISBN 0-06-430062-5
- Polanski, Roman (1984) Knife in the water, Repulsion and Cul-de-sac: three filmscripts by Roman Polanski, London: Lorrimer, 214p, ISBN 0-85647-051-1 (hbk) ISBN 0-85647-092-9 (pbk)
- Polanski, Roman (1984, 1985) Roman by Polanski, New York: Morrow. ISBN 0-688-02621-4, London: Heinemann. London: Pan. 456p. ISBN 0-434-59180-7 (hbk) ISBN 0-330-28597-1 (pbk)
- Polanski, Roman (2003) Le pianiste, Paris: Avant-Scene, 126p, ISBN 2-84725-016-6
- Visser, John J. 2008 Satan-el: Fallen Mourning Star (Chapter 5). Covenant People's Books. ISBN 978-0-557-03412-3
- Young, Jordan R. (1987) The Beckett Actor: Jack MacGowran, Beginning to End. Beverly Hills: Moonstone Press ISBN 0-940410-82-6

## 外部連結
- 羅曼·波蘭斯基在互联网电影资料库（IMDb）上的資料（英文）
- 羅曼·波蘭斯基在豆瓣上的资料（简体中文）
- 官方网站 （页面存档备份，存于）